# Atlas Agena SLV-3
Atlas Agena SLV-3 – amerykański człon kilku z rakiet rodziny Atlas. Używany w latach 60. XX wieku, w ilości ok. 81 sztuk.